# ミヒャエル・リッペルト
ミヒャエル・ハンス・リッペルト（Michael Hans Lippert、1897年4月24日 - 1969年9月1日）は、ナチス・ドイツの親衛隊員。最終階級は親衛隊大佐。ザクセンハウゼン強制収容所初代所長。突撃隊幕僚長エルンスト・レームの処刑を実行した人物として知られる。
リュシアン・リッペール（武装親衛隊のワロン人部隊SS突撃旅団「ヴァロニエン」初代旅団長）とは姓の綴りが同じであるが血縁は無い。

## 経歴
オーバーフランケンのシェーンヴァルトに生まれる。実業補習学校（Fortbildungsschule）を出た後、第一次世界大戦ではバイエルン王国軍の騎兵連隊に志願して西部戦線、のち東部戦線で戦う。二級鉄十字章を受けた。1917年10月に故郷へ帰り、パイロットとなるべくノイシュタット第二航空学校へ入学した。1918年10月にパイロット資格を得たが、出撃の前に戦争は終わってしまった。
戦後しばらく陶磁器工場で働いていたが、1920年からレーゲンスブルクのバイエルン州警察に入隊し、1929年まで勤務した。この間の1921年10月に結婚、子供を二人儲けた。
1930年6月1日に国家社会主義ドイツ労働者党（ナチス）に入党（党員番号246,989）、さらに1931年3月10日に親衛隊に入隊（隊員番号2,968）。1933年、ダッハウ強制収容所所長テオドール・アイケの下で副所長を務めた。
1934年の長いナイフの夜事件においては、エルンスト・レームの処刑を命じられたアイケに同行し、レームが監禁されていたミュンヘンのシュタンデルハイム刑務所を訪れた。2人は総統命令に基づき、一発だけ弾丸の入った銃をレームの側に置いて自殺の機会を与えた。しかしいつまで経っても銃声がしなかったため、レームの独房に戻ったアイケはリッペルトに射殺を命令した。彼は2発撃ち込んだがまだ息があったため、更にもう1発撃ち殺害したが、これがリッペルトとアイケのどちらよるものかは不明である。
その後、リッペルトは1934年9月に親衛隊中佐に昇進し、1936年7月から1936年10月にかけてザクセンハウゼン強制収容所で所長を務めた。
1939年、第3SS装甲師団「トーテンコップ」の予備役将校となる。
1941年9月、フラマン人義勇兵から成るSS義勇部隊「フランダーン」の指揮官に着任したが、1942年4月20日には離任して別の部隊に異動した。その後、1942年7月に重傷を負って病院に送られ、戦傷章銀章を授与された。
負傷回復後の1943年1月から2月にかけて、フランスで編成されたばかりの第10SS装甲師団「フルンツベルク」の師団長に就任。1943年4月20日には親衛隊大佐に昇進し、SS義勇擲弾兵旅団 「ラントシュトーム ネーダーラント」第83連隊長となる。敗戦までこの職にあった。
1950年、オランダのアーネムにおいて、1945年に行ったオランダの市民虐殺の罪について裁判にかけられ、懲役10年の刑に処された。しかし1953年には西ドイツに強制送還された。1956年にはヨーゼフ・ディートリヒとともに長いナイフの夜でのレーム以下突撃隊幹部の殺人罪に問われ、懲役18か月の刑に処された。ヴッパータールで死去。

## 叙勲
- 名誉鑑章（1945年1月）
- 鉄十字章
  - 二級鉄十字章1914年章
  - 一級鉄十字章1939年章
  - 二級鉄十字章1939年章
- 歩兵突撃章
- 戦傷章銀章
- 1914/1918年名誉十字章
- 剣付3級バイエルン戦功十字章（英語版）
- ドイツ乗馬者徽章銀章（英語版）
- Nazi Party Long Service Award
- ドイツ帝国スポーツ徽章銀章
- 親衛隊名誉リング
- 親衛隊全国指導者名誉長剣
- Honour Chevron for the Old Guard